# Wayne Rodda
Wayne John Rodda (* 24. März 1945 in Australien; † 15. Februar 1998 ebenda) war ein australischer Schauspieler. 
Rodda wirkte als Schauspieler bei einigen dänischen und australischen Filmen mit. Dem deutschen Publikum wurde er insbesondere durch Stille Tage in Clichy von Jens Jørgen Thorsen im Jahr 1970, die dänische Verfilmung des gleichnamigen Romanes von Henry Miller, bekannt, in dem Rodda die Hauptrolle des Carl spielte.

## Filmografie
- 1970: Stille Tage in Clichy (Stille dage i Clichy)
- 1971: Male Bait
- 1972: Geburten verboten (Z.P.G. – Zero Population Growth)
- 1974: Hændeligt uheld
- 1978: Die Sturmfahrt der Blue Fin (Blue Fin)
- 1996: Life